# Чемпіонат України з регбі 2010
Чемпіонат України 2010 року з регбі-15. 

## Суперліга
На першому етапі 6 команд проводять двоколовий турнір від 27 березня до 28 серпня. На другому етапі з 17 вересня 4 кращі знову у двоколовому турнірі (з урахуванням попередніх матчів між собою) розіграють 1-4 місця. Команди з 5 і 6 місць першого етапу зіграють серію плей-оф до трьох перемог.
Команди: «Олімп» (Харків), «Кредо-63» (Одеса), «Сокіл» (Львів), «Оболонь-Університет» (Хмельницький), «Авіатор» (Київ) та «Динамо-Центр» (Тирасполь, Молдова).

## Вища ліга
| #  | Команда                     |
| -- | --------------------------- |
| 1  | «Антарес» (Київ)            |
| 2  | «Егер» (Київ)               |
| 3  | «Тех-А-С» (Харків)          |
| 4  | «Море» (Феодосія)           |
| 5  | «Політехнік» (Одеса)        |
| 6  | РК «Рівне» (Рівне)          |
| 7  | «Академія» (Одеса)          |
| 8  | «Роланд» (Івано-Франківськ) |
| 9  | «Епоха-Політехнік» (Київ)   |
| 10 | «КІПУ» (Сімферополь)        |
| 11 | «Арго» (Київ)               |
| 12 | «Дніпро» (Дніпропетровськ)  |
| 13 | «Сокіл-Верховина» (Львів)   |
| 14 | СК «Тернопіль» (Тернопіль)  |